# Betty Brant
Pour les articles homonymes, voir Brant.
Betty Brant est un personnage de fiction appartenant à l'univers de Marvel Comics. Créée par le scénariste Stan Lee et le dessinateur Steve Ditko, elle apparaît pour la première fois dans The Amazing Spider-Man no 4 de septembre 1963.

## Biographie du personnage
Lorsque Peter Parker entre au Daily Bugle en tant que photographe, il fait la connaissance de la charmante Betty Brant, la secrétaire de J. Jonah Jameson. Rapidement, elle répond aux avances de Peter et ils commencent à sortir ensemble.
Son frère, l'avocat Bennett Brant, se retrouve impliqué dans une sale affaire avec le Docteur Octopus. Celui-ci les enlève et Spider-Man doit voler à leur secours. Au cours de la bataille qui éclate avec Docteur Octopus, Bennett est tué. Betty tient Spider-Man pour responsable. Peu de temps après, elle rompt avec Peter.
Elle entreprend une nouvelle relation avec le reporter Ned Leeds dont elle devient l'épouse. Celui-ci, soumis à un lavage de cerveau par le Super-Bouffon, devient irascible et violent et Betty s'éloigne de lui. Elle a alors une liaison avec Flash Thompson avant de divorcer de Ned.
Désemparée après le meurtre de Ned par les hommes de l'Étranger, elle subit l'influence d'une secte et est sauvée par Flash. Après toutes ces épreuves, elle prend goût pour le métier de journaliste d'investigation. Elle fait arrêter les hommes de main de l'Étranger et découvre l'identité du Super-Bouffon qu'elle envoie également en prison.

## Versions alternatives
En 1978, dans le comic book What If Volume 1 #7 (qui se déroule dans un univers parallèle), Betty Brant est mordue par l'araignée radioactive à la place de Peter Parker. Elle devient alors la super-héroïne Spider-Girl.
En 1980, le comic book What If? vol.1 no 19, réalisé par le scénariste Peter B. Gillis (en), le dessinateur Pat Broderick (en) et l'encreur Mike Esposito, présente une histoire se déroulant dans un univers parallèle où Spider-Man n'est jamais devenu un super-héros combattant le crime. La Betty Brant de cet univers est également secrétaire au Daily Bugle.
Dans la version Ultimate, elle est aussi secrétaire de J. Jonah Jameson. Elle est tuée par Venom.

## Apparitions dans d'autres médias

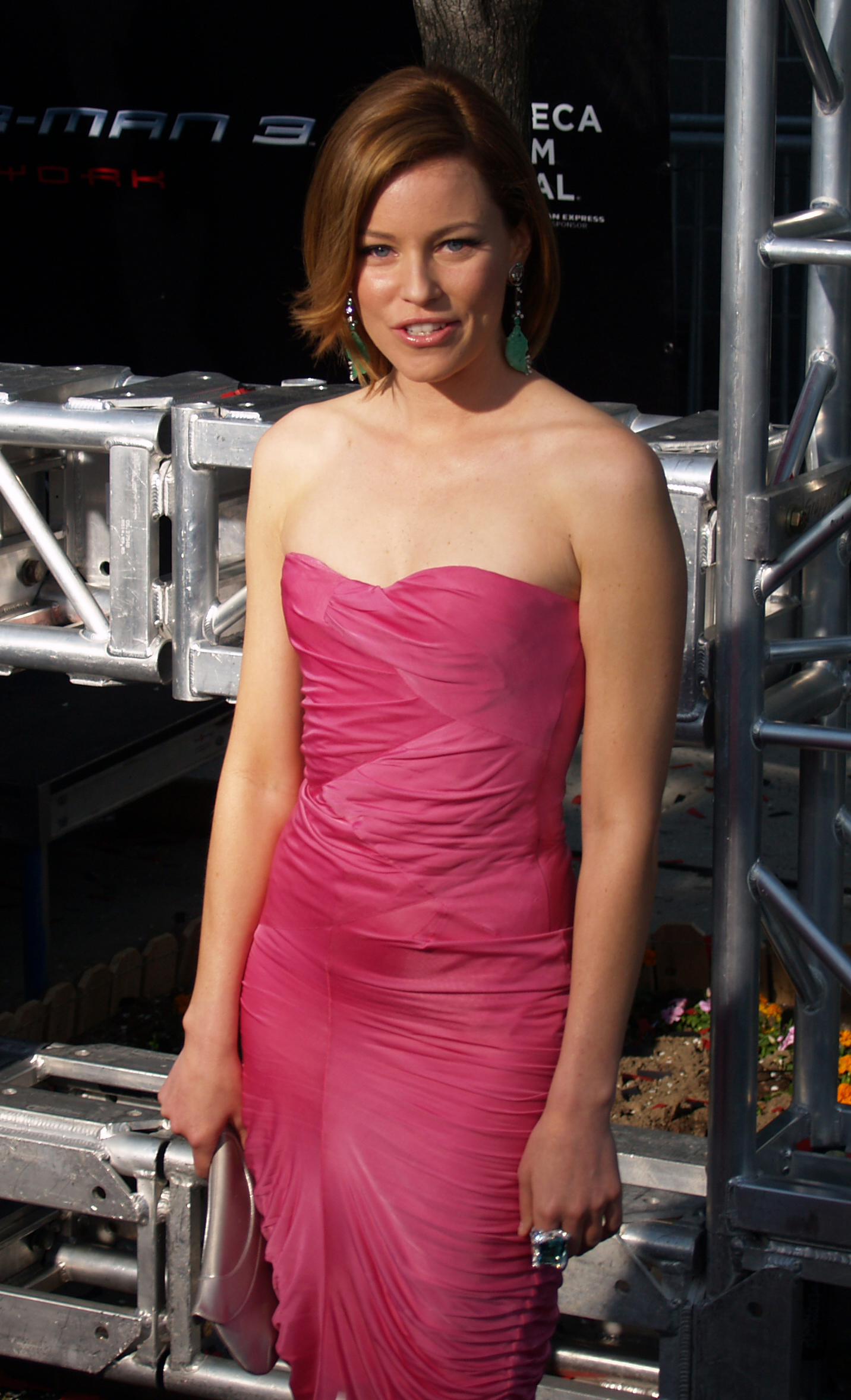
L'actrice Elizabeth Banks interprète Betty Brant dans la trilogie de Sam Raimi.

Sauf indication contraire, les informations mentionnées dans cette section peuvent être confirmées par la base de données cinématographiques IMDb,  présente dans la section « Liens externes ».

### Films
Interprétée par Elizabeth Banks
- 2002 : Spider-Man réalisé par Sam Raimi
- 2004 : Spider-Man 2 réalisé par Sam Raimi
- 2007 : Spider-Man 3 réalisé par Sam Raimi

Interprétée par Angourie Rice dans l'Univers cinématographique Marvel
- 2017 : Spider-Man : Homecoming réalisé par Jon Watts
- 2019 : Spider-Man: Far From Home réalisé par Jon Watts
- 2021 : Spider-Man: No Way Home réalisé par Jon Watts

### Séries
- L'Araignée (Spider-Man 1967-1970) avec Peg Dixon (VQ : Monique Miller).
- Spider-Man (Spider-Man, 1981-1982) avec Mona Marshall
- Spectacular Spider-Man (The Spectacular Spider-Man, 2008-2009) avec Grey DeLisle.
- Avengers : L'Équipe des super-héros (The Avengers: Earth's Mightiest Heroes, 2010-2012) avec Grey DeLisle
- Spider-Man (depuis 2017)

### Jeux vidéo
Chaque sortie d'un film de la trilogie de Sam Raimi s'accompagne d'un jeu vidéo. Dans les jeux vidéo Spider-Man de 2002 et dans Spider-Man 2 de 2004, le personnage non joueur de Betty Brant est doublé par Bethany Rhoades. En 2007, dans Spider-Man 3, l'actrice Rachel Kimsey double Betty Brant.